# Rolling stone (kortspel)
Rolling stone, även kallat enflé eller med ett försvenskat namn rullande stenar, är ett engelskt kortspel för 4-6 spelare. 
Varje spelare ska ha 8 kort från början, och hela leken ska användas. 
För att åstadkomma detta används en avkortad kortlek:
- 4 spelare: tag bort alla tvåor till och med sexor så att 32 kort återstår.
- 5 spelare: tag bort alla tvåor till och med fyror så att 40 kort återstår.
- 6 spelare: tag bort alla tvåor så att 48 kort återstår.

Man kan också spela med annat antal spelare eller annat antal kort från start, om man anpassar lekens storlek på lämpligt sätt. 
Förhand börjar med att spela ut valfritt kort. 
I tur och ordning måste övriga spelare lägga ett valfritt kort i samma färg. 
Två saker kan hända: 
1. Antingen kan alla lägga i rätt färg, varvet runt. Då innehåller sticket lika många kort som antalet spelare. 
2. Eller så kommer turen till en spelare som inte kan följa färg. Då avbryts sticket direkt. 
I det första fallet ovan, läggs korten i sticket åt sidan och används inte mer. 
Den som spelade den högsta valören i färgen spelar ut första kortet till nästa stick. 
I det andra fallet ovan ska den som inte kunde följa färg ta upp korten som hittills spelats i sticket till sin hand, och därefter själv spela ut första kortet i nästa stick. 
Den som först blir av med alla sina kort vinner.